# Babri Masjid
La Babri Masjid (urdu: بابری مسجد; hindi: बाबरी मस्जिद), o mezquita de Babur, fue una mezquita construida por orden del primer emperador mogol de la India, Babur, en Ayodhya en el siglo XVI. Antes de los años 1940, ésta se llamaba Masjid-e-Janmasthan (Mezquita del Lugar de Nacimiento). La mezquita estaba situada en la colina Ramkot ("Fortaleza de Rāma") (también llamada Janmasthan o "Lugar de Nacimiento"). Fue destruida por terroristas integristas hindúes el 6 de diciembre de 1992, lo que dio lugar a revueltas en toda la India y más de 2000 muertos.
La Babri Masjid era una de las mezquitas más grandes del estado de Uttar Pradesh, un estado indio con unos 13 millones de musulmanes. Había muchas mezquitas más antiguas en la ciudad de Ayodhya (que también tiene una gran población de musulmanes), incluida la mezquita Hazrat Bal construida por los reyes Shariqi.

## Arquitectura de la mezquita
Los gobernantes del sultanato de Delhi y del Imperio mogol que lo sucedió eran grandes mecenas del arte y de la arquitectura y construyeron muchas tumbas, mezquitas y madrazas. El estilo de éstas tiene influencias de la arquitectura de la última parte de la dinastía Tughlaq. Las mezquitas en toda la India se construían en estilos diferentes; los estilos que se consideraban más elegantes se desarrollaban en las regiones donde las tradiciones de arte indígena eran fuertes y donde los artesanos tenían una gran cualificación. Los estilos regionales y provinciales de las mezquitas tenían sus orígenes en los estilos domésticos y en los de los templos locales. Además, los templos eran influidos por el clima, el terreno y los materiales. Por eso, las mezquitas de Bengala, Cachemira y Guyarat son muy diferentes. La Babri Masjid fue construida de acuerdo a los principios de la escuela de arquitectura de Jaunpur.
Babri es una mezquita importante de un estilo diferenciado, preservado principalmente en su arquitectura y desarrollado después del establecimiento del sultanato de Delhi (en 1192). La plaza Charminar de Hyderabad emplea un estilo semejante. Este arte usaba extensamente la piedra y reflejaba la adaptación india al control musulmán, hasta que el arte mogol (usado en el Taj Mahal por ejemplo) lo reemplazó en el siglo XVII.
La planta tradicional de una mezquita hipóstila con un patio interior, adoptada de Asia occidental, se identificaba generalmente con la introducción del Islam en nuevas regiones. Sin embargo, fue abandonado por planes más acomodados a las necesidades y clima locales. La Babri Masjid era una mezcla de la influencia local y del estilo de la Asia occidental. Esta mezcla se encuentra muchas veces en las mezquitas indias.

## Sistema acústico y aire acondicionado
Según Graham Pickford, arquitecto del señor William Bentinck (1823-1833), «un cuchicheo desde el mihrab de la Babri Masjid se podía oír claramente al otro extremo a 200 pies [60 m] y en lo ancho y largo del patio central». Mencionó las condiciones acústicas de la mezquita en su libro Historic Structures of Oudhe ("Estructuras históricas de Oudh"). Añadió: «Para un edificio del siglo XVI, la implementación y proyección de voz desde el púlpito es considerablemente avanzada. La implementación de sonido única le asombrará al visitante».

## Leyenda del pozo milagroso
Las supuestas propiedades medicinales del pozo profundo en el patio central de la mezquita han sido presentadas en diversos reportajes y noticieros, tales como el reportaje difundido por la BBC en diciembre de 1989, y en diversos periódicos. La primera mención que se ha encontrado sobre el pozo de Babri era en una referencia de dos líneas a la mezquita en la Gazeta del distrito de Faizabad en 1918 que dice: «Aquí no hay ningún edificio de importancia histórica, excepto varios lugares sagrados para los budistas... La Babri Masjid es una construcción antigua con un pozo, el cual según afirman tanto los hindúes como los musulmanes tiene propiedades milagrosas».
Ayodhya, un sitio de romería para los hindúes, organiza una feria anual a la cual asisten más de 500 000 personas de las dos religiones. Muchos peregrinos venían durante el festival anual de Rāma para beber del pozo en el patio de Babri. Se creía que el beber del agua de este pozo podía curar una variedad de enfermedades. Los peregrinos hindúes también creían que el pozo de Babri era el pozo original de un templo de Rāma bajo la mezquita. Los musulmanes de Ayodhya creían que el pozo era un regalo de Dios. Las mujeres locales llevaban con frecuencia a sus bebés recién nacidos para que bebieran el agua supuestamente curativa.